# Таиров, Абдулхай
Абдулхай Таиров (узб. Abdulhay Toirov; 1912, Шахрихан, Ферганская область, Туркестанский край, Российская империя — 12 мая 1988) — советский узбекский партийный и государственный деятель.

## Биография
Член ВКП(б) с 1944. В 1934 окончил техникум хлопководства в Узбекской ССР. В 1955 окончил Курсы переподготовки при ЦК КПСС.
Трудовую деятельность начал в четырнадцатилетнем возрасте агентом государственного страхования, затем работал в сельском совете и колхозе.
- 1934—1944 гг. — участковый агроном, районный агроном в Узбекской ССР.
- 1944—1946 гг. — председатель исполнительного комитета Сырдарьинского районного совета депутатов трудящихся.
- 1946—1952 гг. — первый секретарь Мирзачульского районного комитета КП(б) Узбекистана (Ташкентская область),
- 1952 г. — председатель исполнительного комитета Бухарского областного Совета,
- 1952—1953 гг. — первый секретарь Бухарского областного комитета КП(б) — КП Узбекистана,
- 1954—1955 гг. — председатель исполнительного комитета Наманганского областного Совета,
- 1955—1960 гг. — первый секретарь Наманганского областного комитета КП Узбекистана,
- 1960 г. — председатель исполнительного комитета Сурхан-Дарьинского областного Совета.